# Hydaticus piceus
Hydaticus piceus är en skalbaggsart som beskrevs av Leconte 1863. Hydaticus piceus ingår i släktet Hydaticus och familjen dykare. Inga underarter finns listade i Catalogue of Life.